# Бережесть (станція)
Бережесть — проміжна станція Коростенської дирекції Південно-Західної залізниці на лінії Овруч-Виступовичі. Розташована у селі Бережесть Овруцького району.
Розташована між станцією Товкачівський (10 км) та розташованим перед кордоном із Білоруссю зупинним пунктом Виступовичі (13 км).
Станція виникла 1916 року.
На станції зупиняються лише приміські поїзди.
На станції діє пункт контролю Бережесть.

## Розклад
Станом на осінь 2024 року залізнична станція села Бережесть є кінцевою зупинкою приміського дизель-поїзда Коростень — Бережесть, що їде через Овруч. За день ходять дві пари потягів із таким розкладом: 
- ранковий потяг Бережесть — Коростень: відходить з Бережесті о 5:20 та прибуває в Коростень о 7:10
- ранковий потяг Коростень — Бережесть: відходить з Коростеня о 9:30 та прибуває в Бережесть об 11:24
- вечірній потяг Бережесть — Коростень: відходить з Бережесті о 15:46 та прибуває в Коростень о 17:32
- вечірній потяг Коростень — Бережесть: відходить з Коростеня о 20:22 та прибуває в Бережесть о 22:02.[2]